# Wilhelm Fischer (Schriftsteller, 1833)
Wilhelm Fischer (* 28. Februar 1833 in Wermelskirchen; † 5. April 1916 in Oberkassel) war ein deutscher Pädagoge und Schriftsteller.

## Leben
Wilhelm Fischer war ein Sohn von Wilhelm Fischer und Antoinette Maria Klein. In seinem Geburtshaus auf der Eich wohnte der frühere Schuhmachermeister Ernst Tillmann. Im Alter von zwölf Jahren zog seine Familie nach Hückeswagen. Er besuchte eine Schule und arbeitete anschließend als Schreiber, durchlief eine Lehre als Setzer und arbeitete als Präparand.
1850 arbeitete Fischer zwischenzeitlich als Schulgehilfe in Hückeswagen und Elberfeld. Im Jahr darauf besuchte er ein Gymnasium in Köln. Während dieser Zeit schrieb er längere Gedichte zu einem Grafen von Hückeswagen und die Rose von Altenberg. Um weitere Studienmittel kaufen zu können, arbeitete Fischer als Hauslehrer in Köln, Bonn, Lennep und Amsterdam. Im Alter von 23 Jahren schrieb er sich an der Universität Bonn ein, wo er klassische Philologie studierte. Er unterbrach das Studium wiederholt, um Geld zu verdienen. 1863 erhielt er an der Bonner Universität einen Doktortitel. 1865 legte er das Staatsexamen ab.
Ab 1865 leitete Fischer als Rektor die höhere Bürgerschule in Ottweiler. Anschließend arbeitete er hier mehrere Jahre als Schulinspektor. Aufgrund einer schweren Augenerkrankung endete seine Berufstätigkeit im Alter von 49 Jahren. Anschließend wohnte er für einige Zeit in Bückeburg und danach bis Lebensende in Oberkassel. Die Todesnachricht stammte von Maria Fischer, die vermutlich eine Nichte war, bei der er lebte. Bei seinem Tod war Fischer unverheiratet und nahezu blind.

## Werke
Fischer schrieb über vier Jahrzehnte Gedichte und Erzählungen und finanzierte damit seinen Lebensunterhalt. Dabei bezog er sich oftmals auf seinen Geburtsort und führte auf den Titeln seiner Bücher stets den Zusatz „aus Wermelskirchen“. Das Archiv der Stadt sammelte daher seine Werke und entsandte anlässlich seines 100. Geburtstags eine Delegation, die an seinem Grab einen Kranz niederlegte.
Fischers Bücher erschienen im Verlag von Hermann Hillger in Kürschners Bücherschatz und bei Enßlin & Laiblin in Reutlingen. Er galt als Person mit sehr umfangreichem Wissen, die humorvoll Land und Leute darstellte. Oftmals schrieb er lehrreiche Erzählungen für Jugendliche, in denen er sich als fortschrittlicher Pädagoge zeigte.